# The All-American Rejects
The All-American Rejects és una formació pop rock i power pop dels Estats Units formada a Stillwater (Oklahoma). El seu últim treball, Move Along va arribar al top 10 al 2005. Són comunament coneguts com a AAR.
El grup es va formar de dos grups diferents. Una de les bandes era coneguda com a Drowning Fish i en ella estava el futur integrant del grup, Nick Wheeler, que durant aquesta època era el bateria de la formació. La primera formació de Tyson Ritter es deia Curbside Service. Allà Ritter era el cantant perquè tot just començava a tocar la guitarra. Els dos citats es van trobar en una festa, Wheeler li va dir a Ritter que la seva formació estava buscant a un baixista. Ritter li va respondre que acabava de trobar el seu baixista, però que ell no havia tocat el baix en la seva vida. El 1998, Ritter es va unir a Tabish i a Wheeler, i així es va formar The All-American Rejects. El nom de la formació ve d'una cançó de Green Day, Reject, en la que es troba la frase "Here I am, your All-American Reject". Tabish va deixar la formació el 2000 i The All-American Rejects va quedar només amb dos integrants. El grup va publicar el seu primer àlbum independent el 2000 amb certa repercussió.
A l'estiu de 2001 publiquen el seu EP Same Girl, New Songs i comencen a fer gires pels Estats Units. Abans d'acabar la gira, van firmar un contracte amb Doghouse Records.
Mike Kennerty, guitarrista i vocalista, i Chris Gaylor (bateria) es van unir a la formació el 2002. Aquest any el grup grava el seu primer àlbum de debut internacional. En aquest disc apareix el single Swing, Swing, amb el qual la formació va guanyar molta popularitat. El disc que portava el seu nom, va sortir a la venda el 15 d'octubre d'aquest any.
El 12 de juliol de 2005 editen Move Along, que contenia el single Dirty Little Secret. Aquest mateix any la formació es veu obligada a cancel·lar diverses actuacions, incloent tota la gira europea, després de la seva gira el teclista Tim Jordan se suïcida.
El segon single que donava nom al disc, Move Along es publicà el gener del 2006. Després d'uns quants mesos, va ser nominat com a Millor edició de Vídeo i Millor Vídeo en els premis Video Music Awards.
A l'agost de 2006 el seu quart single, It Ends Tonight, va ser llançat. El videoclip va debutar al Regne Unit, el 28 d'agost. Va arribar al lloc 10 en el seu debut del Top20 de VH1.

## Membres
Tyson Ritter – cantant solista, baix, piano, teclat (des del 1999) 
Nick Wheeler – guitarrista solista, corista (des del 2000), bateria, percussió (1999–2000) 
Mike Kennerty – guitarrista, corista (des del 2001) 
Chris Gaylor – bateria, percussió (des del 2001) 
Membres anteriors
Tim Campbell - bateria, percussió (2000–2001) 
Jesse Tabish - guitarrista solista, corista (1999–2000) 

## Àlbums
- The All-American Rejects (2003)
- Move Along (2005)
- When the World Comes Down (2008)
- Kids in the Street (2012)